# Belt cover
Een Belt cover is een kap die ter bescherming over de aandrijfriem van motorfietsen wordt aangebracht. Dit is te vergelijken met een niet gesloten kettingkast van een fiets. 
Belt covers worden meestal in de fabriek gemonteerd, maar mooiere (verchroomde) uitvoeringen worden ook als accessoire verkocht.
Een Belt pulley cover is een (meestal verchroomde) beschermkap die ter verfraaiing over de voorste rol (poelie) van een motorfiets met riemaandrijving gemonteerd wordt.